# Ko Phuket
Cet article concerne l'île. Pour la ville thaïlandaise, voir Phuket (ville). Pour la province de Thaïlande, voir Province de Phuket.
Ko Phuket, en thaï : เกาะภูเก็ต, prononcer "ko pouket", du malais bukit, « colline », aussi appelée simplement Phuket par métonymie, est la plus grande île thaïlandaise de la mer d'Andaman, à l'ouest de la péninsule Malaise, à 867 kilomètres au sud de la capitale Bangkok. Elle possède un aéroport international et est reliée au continent par le Pont Sarasin. Elle forme l'essentiel du territoire de la province de Phuket. C'est une des principales attractions touristiques de la Thaïlande, sujette au tourisme de masse.
En 2019, 14 millions de touristes sont venus à Phuket dont seulement 4 millions étaient thaïlandais.
En 2020 et 2021, le tourisme s'est effondré à cause de la pandémie de Covid 19 : les conditions d'entrée en Thaïlande sont alors drastiques et les visiteurs sont placés en quarantaine dans les hôtels  pour protéger la santé des citoyens et éviter une catastrophe sanitaire. En 2020, Phuket a perdu près de 90 % de ses touristes et n'a donc accueilli que 1,5 million de touristes (touristes de janvier et février 2020 non inclus), essentiellement des expatriés et des thaïlandais ; et en 2021, Phuket a accueilli moins de 200 000 touristes étrangers. C'est un désastre pour l'industrie du tourisme et pour les très nombreux citoyens qui y travaillent et en vivent mais, pour la nature, la pandémie a des conséquences positives : la pollution de l'eau, de l'air et sonore a fortement chuté ; l'eau est redevenue turquoise, cristalline et claire ; la faune et la flore sous-marine revivent ; les paysages ont retrouvé leur splendeur d'antan avec de superbes plages de sable blanc entièrement désertes : c'est pourquoi, pour la première fois depuis 20 ans, des tortues marines sont revenues pondre sur les plages de l'île,... Face à ce constat, les autorités thaïlandaises aimeraient engager leur pays dans une nouvelle voie : en finir avec le tourisme de masse pour se tourner vers un développement plus raisonné,, en accord avec la protection de l’environnement et de ses écosystèmes.

## Géographie

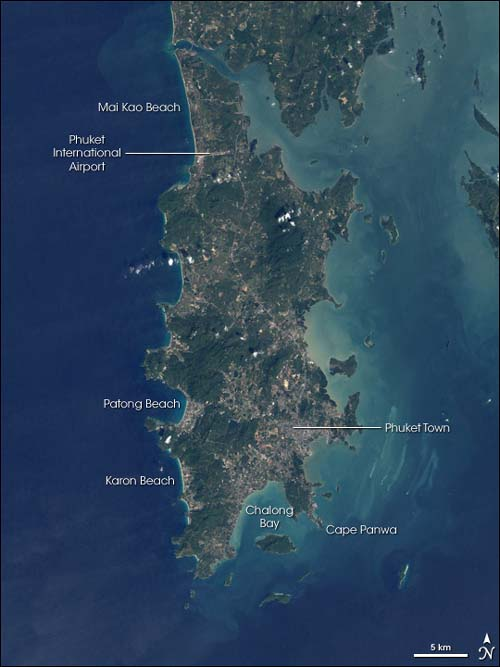
Vue satellite de Ko Phuket.

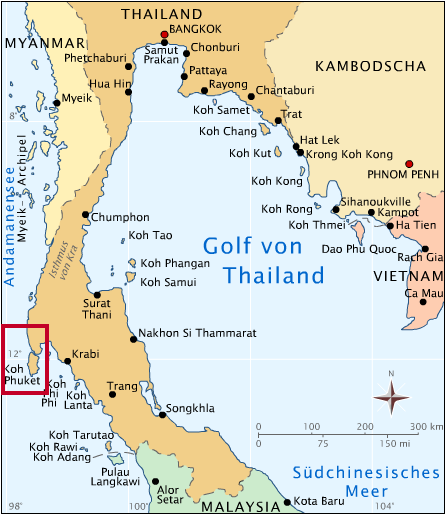
Ko Phuket et les principales îles thaïlandaises de la mer d'Andaman et du golfe de Thaïlande

Ko Phuket, longue de 50 km et large de 20 km pour une superficie totale de 536 km2, est séparée du continent (Province de Phang Nga) par le détroit de Pak Prah longeant sa côte Nord sur 7 km sur une largeur d'environ 800 m.
Elle est très montagneuse, surtout dans l'ouest, avec une chaîne de montagnes alignée du nord au sud. Ces montagnes constituent l'extrémité méridionale d'une chaîne qui s'étend sur 440 kilomètres dans l'isthme de Kra et culmine à 1 138 m au Khao Phra Mi. L'altitude la plus élevée sur l'île elle-même n'est cependant que de 541 m au-dessus de niveau de la mer, au mont Khuan Wa - ควนหว้า, entre la cascade de Kathu et Patong.
Près de 70 % de l'île sont couverts par la forêt. La côte occidentale possède plusieurs plages sablonneuses, alors que sur la côte Est elles sont plus boueuses. Le point le plus au sud de l'île est Laem Promthep, point de vue très populaire pour ses couchers de soleil.
La région touristique principale de l'île est la plage de Patong, qui possède également la majeure partie de sa vie nocturne et est le centre des achats bon marché sur l'île. Parmi les autres plages populaires, on compte celles de Rawaï, Karon, de Kata, de Nai Harn et de Bang Tao.

## Démographie
La population de l'île est estimée en 2021 à 416 000 habitants. Comme dans la majeure partie de la Thaïlande, la majorité de la population est bouddhiste, mais il y a un nombre significatif de musulmans (17 %) sur l'île. La ville la plus importante est celle de Phuket, située au Sud-Est de l'île et qui comptait 75 573 habitants en 2007.

## Économie
- Elle ne cite pas suffisamment ses sources. Vous pouvez indiquer les passages à sourcer avec {{référence nécessaire}} ou {{Référence souhaitée}}, et inclure les références utiles en les liant aux notes de bas de page. (Marqué depuis juillet 2020)
- Elle n’est pas rédigée dans un style encyclopédique. (Marqué depuis juillet 2020)

L'exploitation de mines d'étain a été une source de revenus importante pour l'île depuis le XVIe siècle. Beaucoup d'ouvriers chinois ont été employés dans les mines, et leur influence sur la culture de Ko Phuket peut encore être ressentie aujourd'hui. Avec la chute des prix de l'étain, l'exploitation a maintenant complètement cessé : la dernière mine d'étain a fermé en 1992. De nos jours, l'économie de Ko Phuket repose sur deux piliers : plantations d'hévéa (la Thaïlande est le plus grand producteur de caoutchouc dans le monde) et le tourisme.
Dans les années 1970, comme le raconte l'écrivain thaïlandais Chart Korbjitti dans son livre Chiens fous (พันธุ์หมาบ้า), le tourisme explose avec l'arrivée massive de touristes étrangers dont de nombreux jeunes hippies. Depuis les années 1980, Ko Phuket est devenue l'une des attractions touristiques principales de la Thaïlande. Et, en 2019, 14 millions de touristes sont venus à Phuket mais seulement 4 millions étaient thaïlandais.
Il y a aujourd'hui à Phuket, en 2021, plus de 1 800 hôtels (près de 1 945) avec plus de 93 400 chambres (près de 100 000) : des centaines et des centaines d'hôtels ont été construits accompagnés de son lot de spéculations immobilières, de dégradations massives de l'environnement, d'escroqueries et de corruptions et aussi de hausse de l'alcoolisme et de crimes tels la prostitution et le trafic de drogues ; mais le tourisme, c'est aussi souvent synonyme de prospérité économique, d'emplois, de rencontres cosmopolites ainsi que d'échanges culturels, intellectuels et fraternels...
La plupart des plages sablonneuses sur la côte occidentale de l'île ont été développées en centres touristiques : Patong, Karon et Kata étant les plus populaires. Des projets faramineux sont annoncés sur l’Île (2 casinos, île artificielle…), ce qui devrait déclencher une explosion du prix de l'immobilier d'ici quelques années[réf. nécessaire]. Cette île est totalement défigurée[non neutre] par le tourisme de masse[réf. souhaitée]. La masse des touristes a transformé Ko Phuket en une véritable usine à touristes et cela change le mode de vie, car les gens sont submergés par des hôtels et des magasins de souvenir[réf. souhaitée].

## Accès
L'accès à l'île peut s'effectuer par voie routière par l'intermédiaire d'un pont construit en 1967, le Sarasin Bridge, situé à son extrémité Nord, et qui la relie au continent en traversant le détroit de Pak Prah.
Elle est également desservie par aéroport international de Phuket situé dans sa partie Nord. L’aéroport est, après les aéroports de Bangkok, celui qui accueille le plus de trafics et de touristes de Thaïlande. Il draine à lui seul plus de 16 millions de touristes par an. Il est la porte d’entrée à l’île de Phuket mais aussi pour toutes les petites îles de la mer d’Andaman.

## Histoire
Du XVIe et XIXe siècles, Ko Phuket est connue des Européens sous le nom de Djonkseylon ou Salanga, une corruption de son nom malais, Ujung Salang (c'est-à-dire « cap de Salang »). Son nom siamois était Ko Thalang (« île de Thalang »).
L'importance de Ko Phuket pour les Européens tenait à sa richesse en étain. Les Français parviennent ainsi à obtenir un monopole sur ce minerai par un traité signé en 1685. Mais en 1688, ils sont contraints de quitter le Siam. Les années 1770 voient une implication de commerçants britanniques, parmi lesquels Francis Light, un capitaine de la Compagnie anglaise des Indes orientales (British East India Company) qui obtiendra plus tard un bail du sultan de Kedah sur l'île de Penang (1790).
L'événement le plus significatif dans l'histoire de Ko Phuket fut l'attaque par les Birmans en 1785, après que le Roi Taksin (1734-1782) les eut fait reculer une première fois. Sir Francis Light, passant près de l'île, envoya un message à l'administration locale les avertissant que des forces birmanes se préparaient à une attaque. Kunying Jan, l'épouse du gouverneur récemment décédé, et sa sœur Mook ont alors assemblé les forces de l’île. Après un mois de siège les Birmans ont dû battre en retraite le 13 mars 1785 et les deux femmes sont devenues des héroïnes locales, recevant du roi Rama Ier les noms honorifiques de Thao Thep Kasatri et Thao Sri Sunthon. À partir des années 1820, l'exploitation de l'étain est confiée à des fermiers chinois.
Pendant le règne du roi Chulalongkorn (Rama V), Ko Phuket est devenu le centre administratif de la production d'étain des provinces méridionales. En 1933, le monthon (région) de Ko Phuket a été dissous et Ko Phuket est devenu une province à part entière.

## Menaces

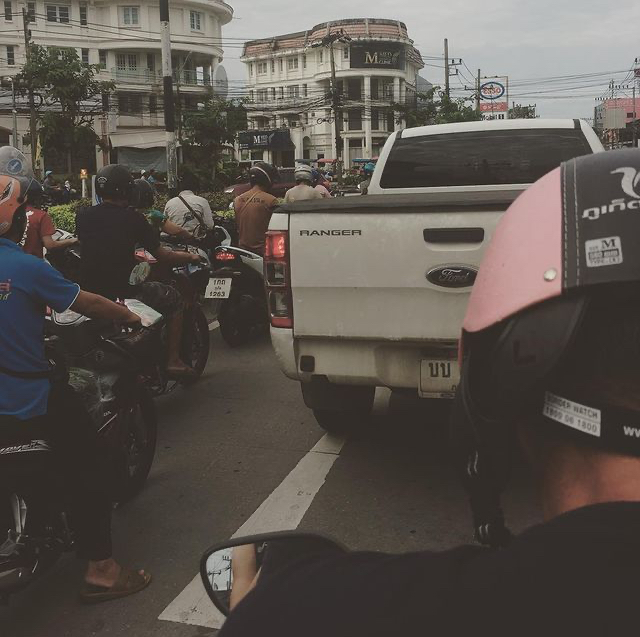
Embouteillage et la pollution qui en résulte à Phuket, janvier 2021

L'île de Phuket est fréquemment victime de catastrophes naturelles : par exemple, tout comme sa voisine de Phi Phi, la côte occidentale de la province de Phuket a été très sinistrée et endeuillée par le tsunami provoqué par le séisme du 26 décembre 2004,, même si aujourd'hui il ne subsiste plus aucune trace visible de cet événement, si ce ne sont des mémoriaux que l'on retrouve dans plusieurs endroits du littoral et sur les îles dépendant de la province ; de plus, cette région est régulièrement frappée par des typhons.
Le réchauffement climatique et l'acidification des océans ainsi que la pollution de l'eau, de l'air et sonore et aussi les innombrables déchets plastiques... constituent aussi de sérieuses menaces pour l'environnement mais aussi pour l'attractivité touristique de l'île : par exemple, en 2019, plus de 10 % des coraux au large de Phuket sont en train de blanchir (ce qui les conduit à la mort) en raison du réchauffement de la mer. À cela s’ajoutent des problématiques liées au surtourisme qui ont un impact saisonnier de plus en plus significatif comme avec l'approvisionnement de la population en eau potable.

## Galerie

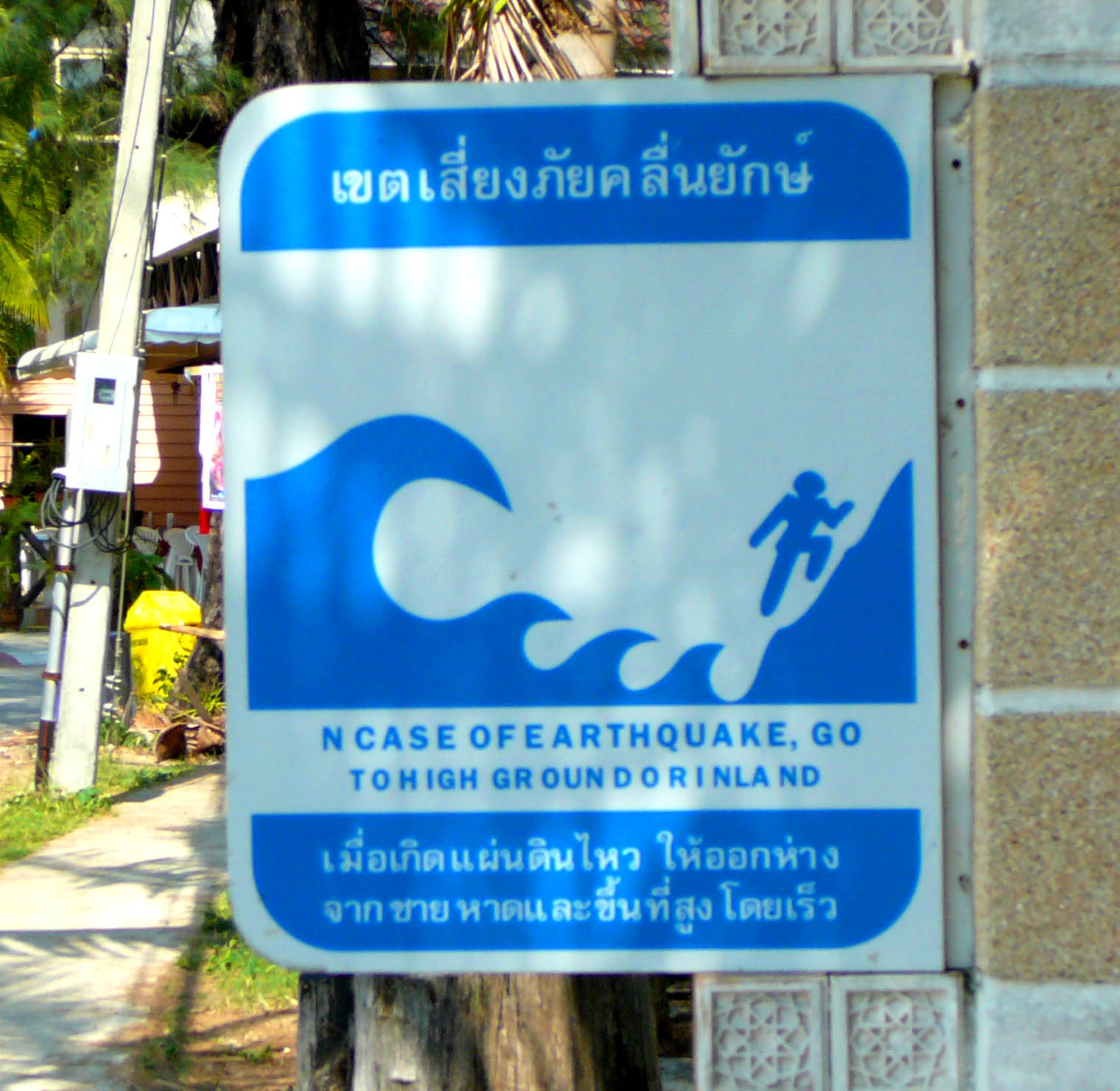
Panneau d'avertissement en cas de tsunami (2010)
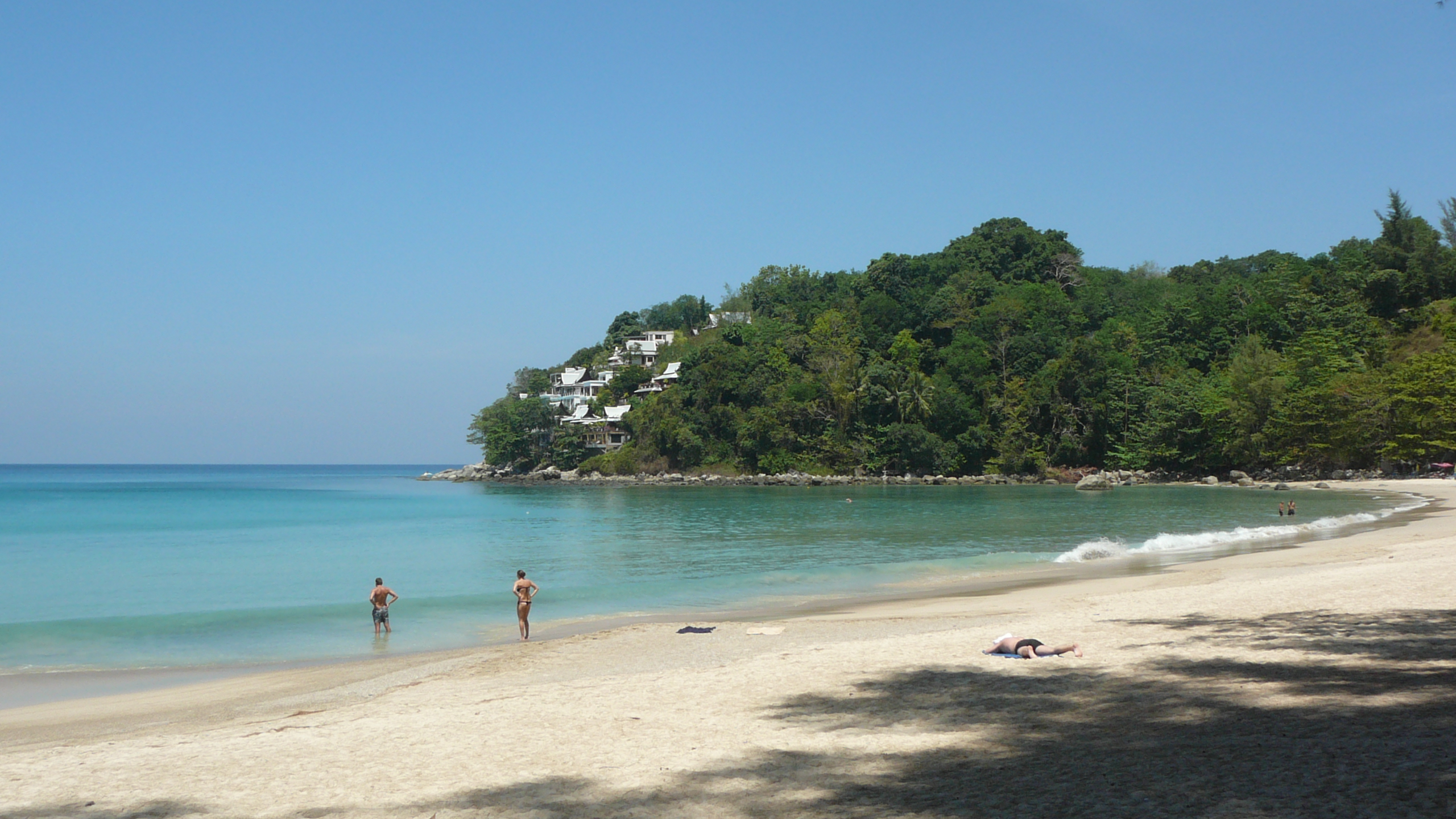
Kamala Beach
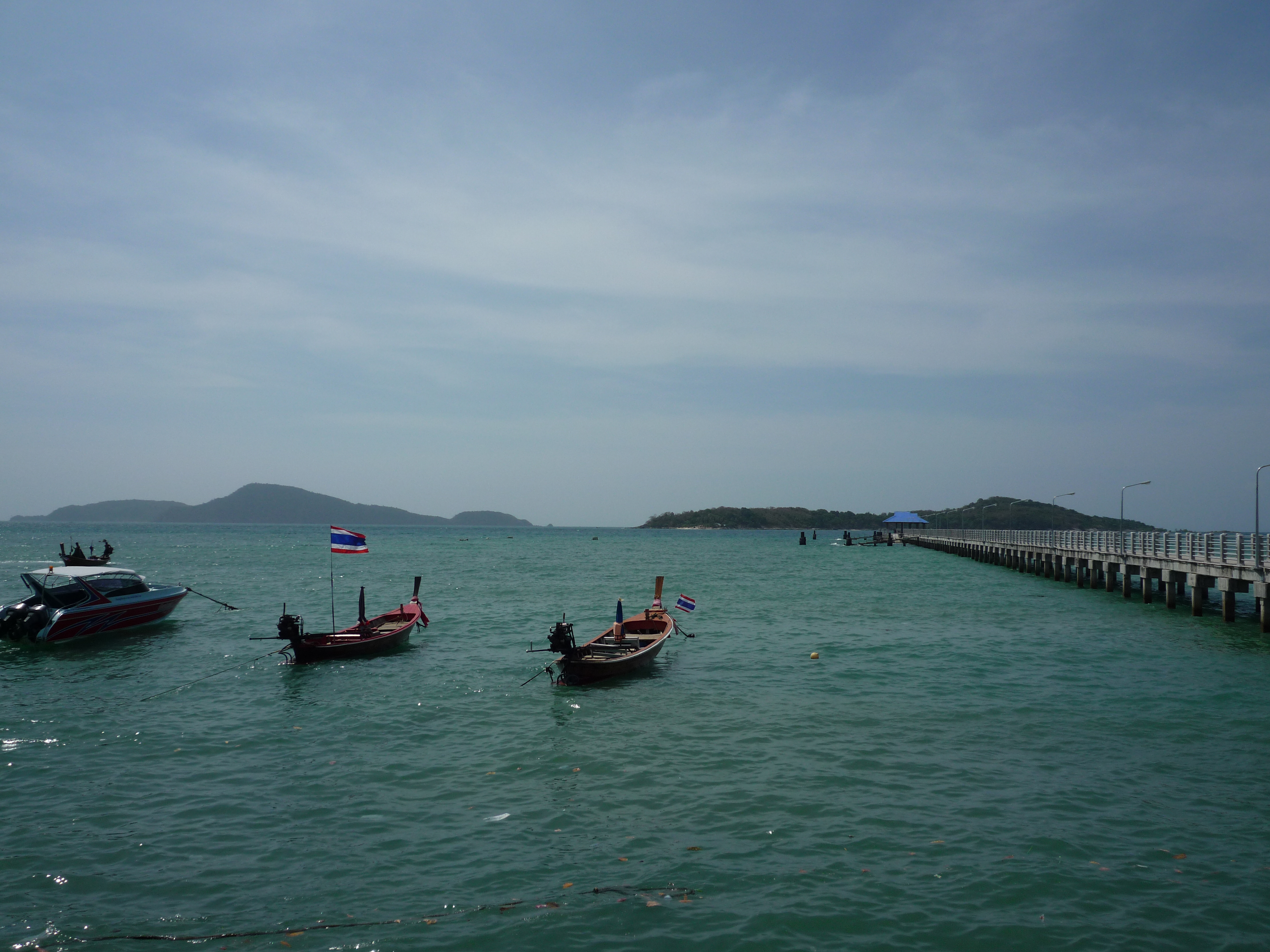
Plage de Rawaï, au sud de l'île
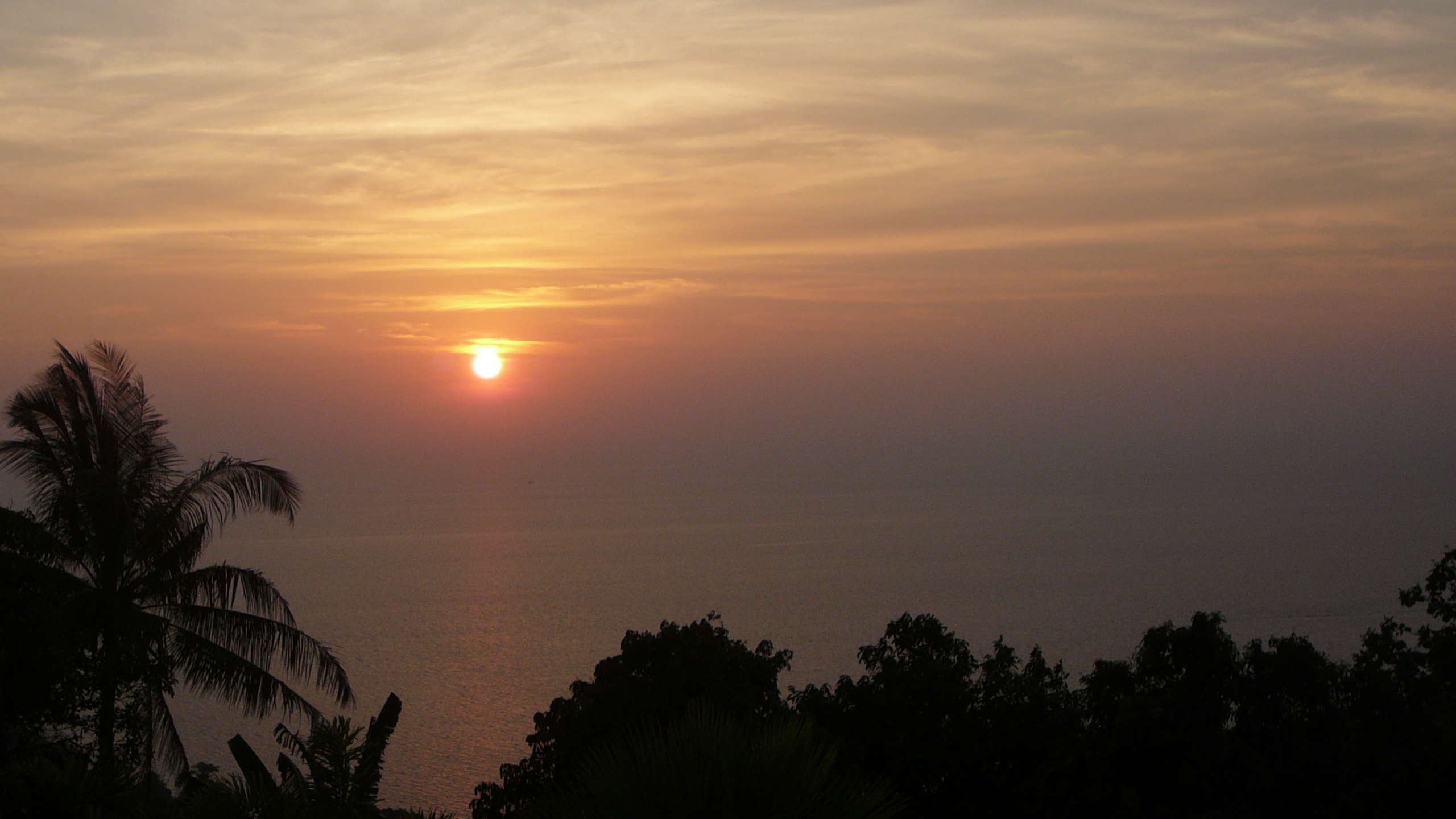
Point de vue dans les hauteurs de Kata Beach
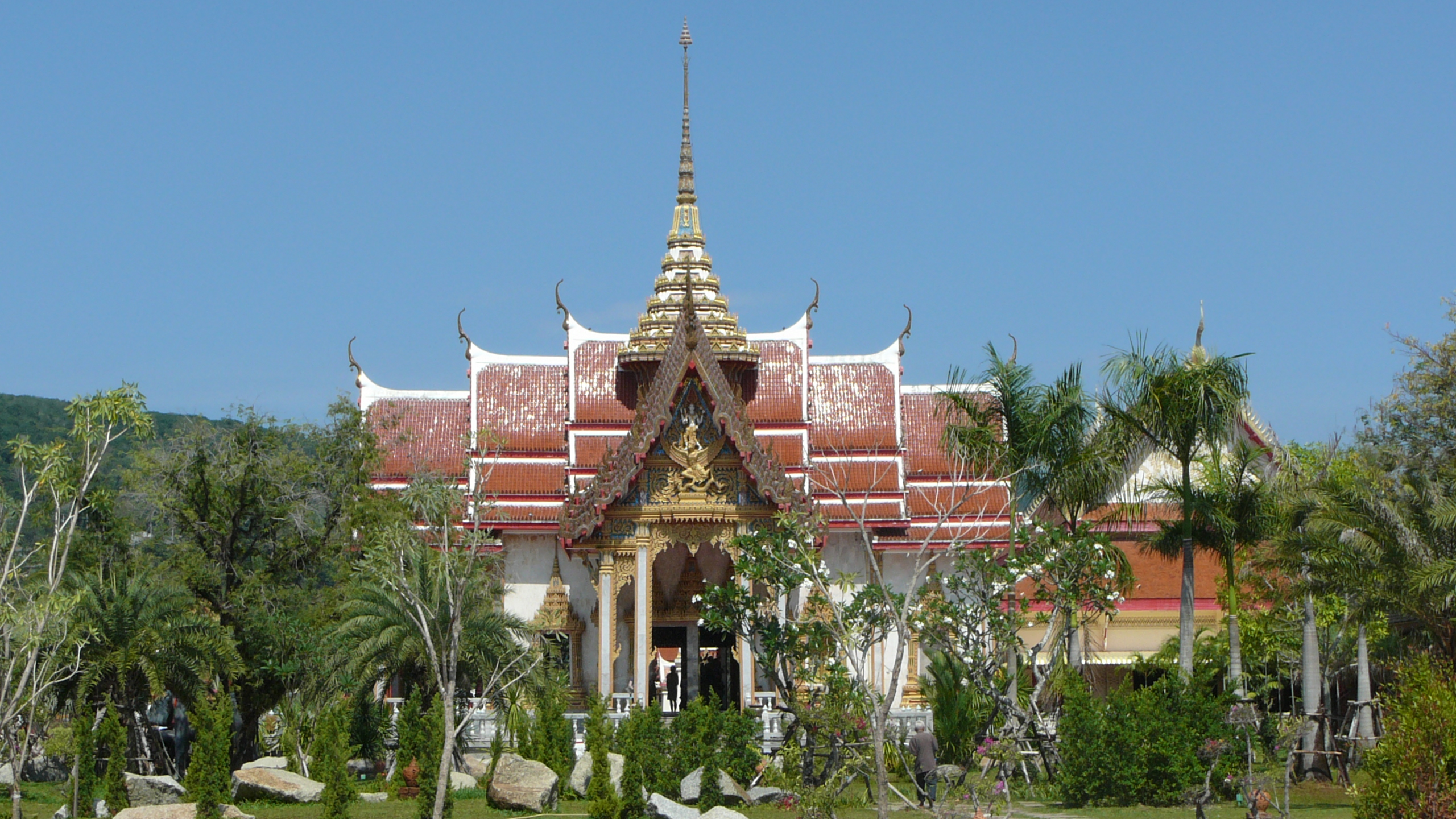
L'un des bâtiments principaux du Temple Wat Chalong
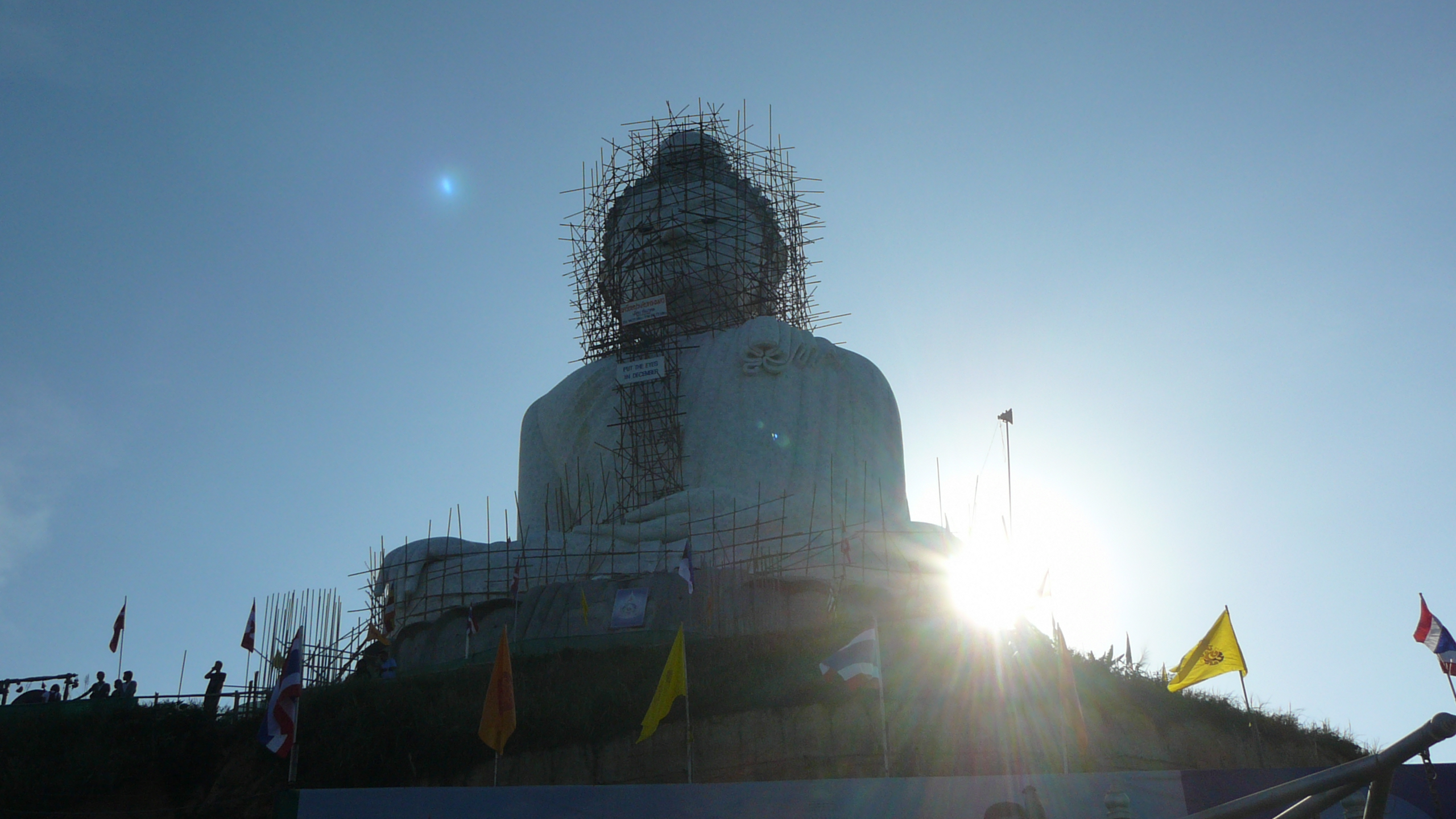
Bouddha géant en construction sur les hauteurs de l'île.
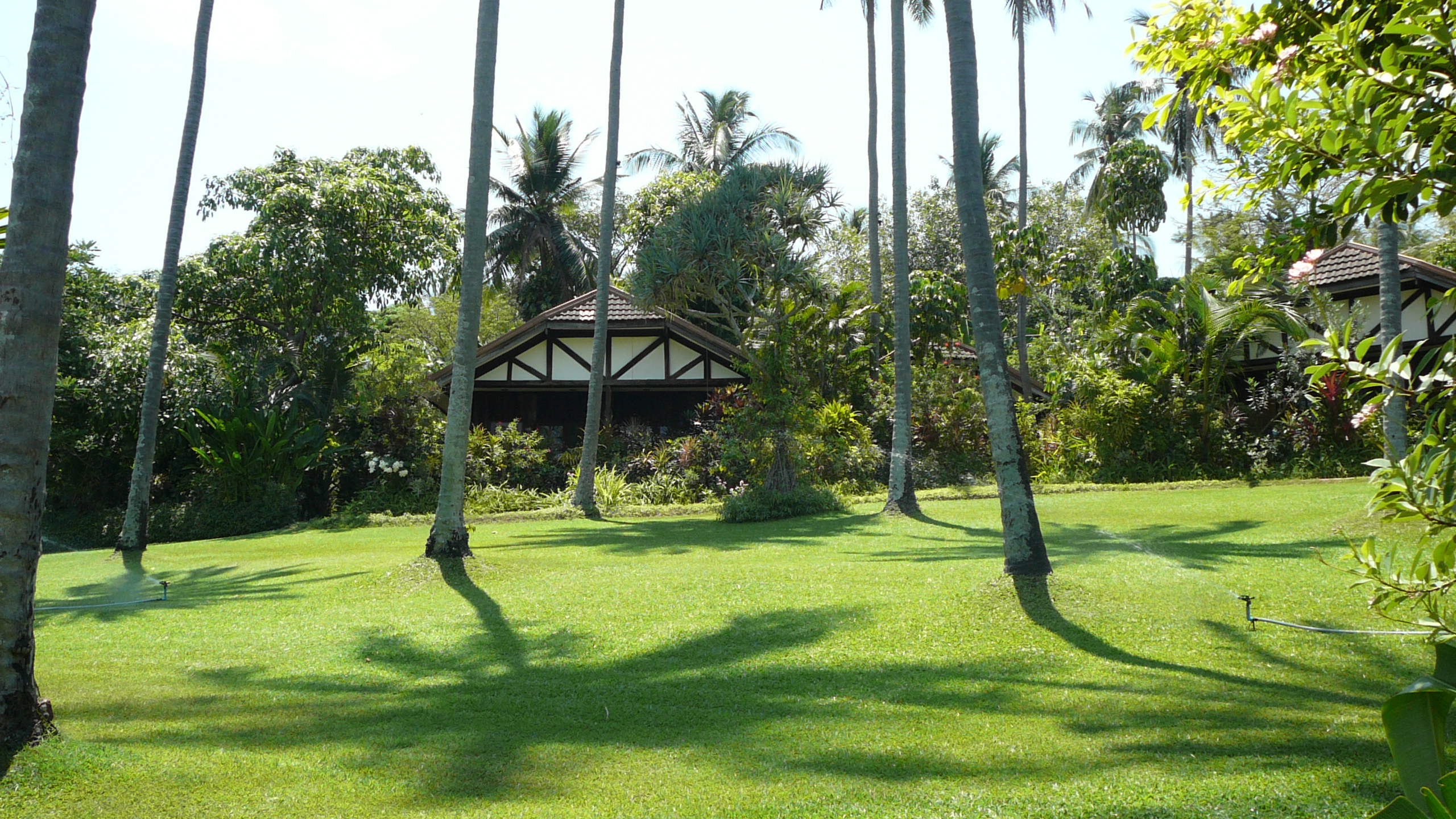
Un des bungalows du Sala Thai Hotel
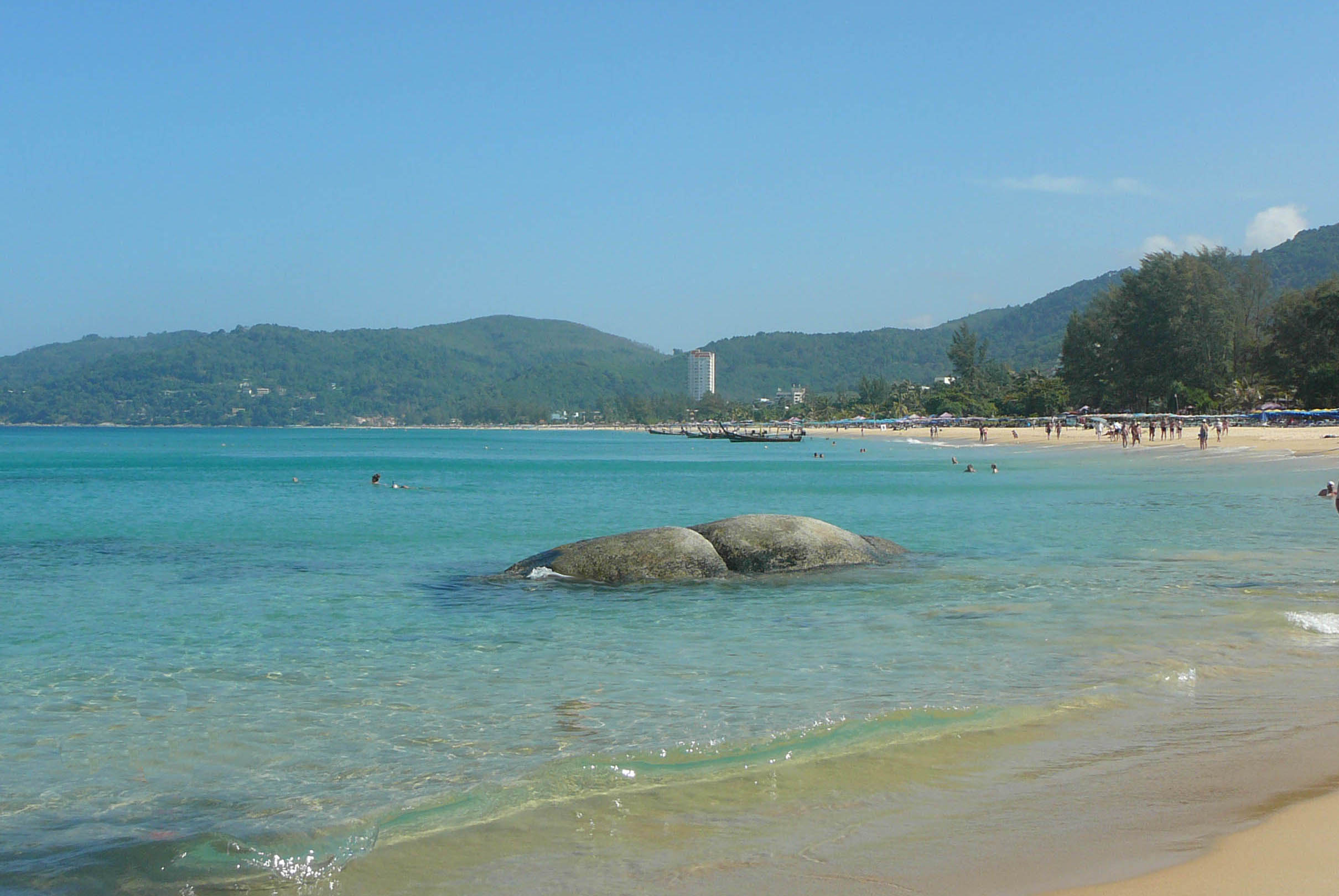
Karon Beach